# Jupilles
Jupilles és un municipi francès situat al departament del Sarthe i a la regió de País del Loira. L'any 2007 tenia 581 habitants.

## Demografia

### Població
El 2007 la població de fet de Jupilles era de 581 persones. Hi havia 261 famílies de les quals 76 eren unipersonals (12 homes vivint sols i 64 dones vivint soles), 109 parelles sense fills, 64 parelles amb fills i 12 famílies monoparentals amb fills.
La població ha evolucionat segons el següent gràfic:
Habitants censats

### Habitatges
El 2007 hi havia 381 habitatges, 265 eren l'habitatge principal de la família, 81 eren segones residències i 35 estaven desocupats. 365 eren cases i 15 eren apartaments. Dels 265 habitatges principals, 219 estaven ocupats pels seus propietaris, 40 estaven llogats i ocupats pels llogaters i 5 estaven cedits a títol gratuït; 3 tenien una cambra, 20 en tenien dues, 53 en tenien tres, 66 en tenien quatre i 122 en tenien cinc o més. 190 habitatges disposaven pel capbaix d'una plaça de pàrquing. A 113 habitatges hi havia un automòbil i a 119 n'hi havia dos o més.

### Piràmide de població
La piràmide de població per edats i sexe el 2009 era:
| Homes | Edats   | Dones |
| ----- | ------- | ----- |
| 0     | 95 o +  | 0     |
| 0     | 90 a 94 | 12    |
| 0     | 85 a 89 | 12    |
| 12    | 80 a 84 | 8     |
| 16    | 75 a 79 | 16    |
| 4     | 70 a 74 | 16    |
| 36    | 65 a 69 | 32    |
| 8     | 60 a 64 | 4     |
| 4     | 55 a 59 | 12    |
| 4     | 50 a 54 | 20    |
| 24    | 45 a 49 | 16    |
| 28    | 40 a 44 | 8     |
| 24    | 35 a 39 | 4     |
| 20    | 30 a 34 | 12    |
| 28    | 25 a 29 | 20    |
| 4     | 20 a 24 | 20    |
| 12    | 15 a 19 | 13    |
| 12    | 10 a 14 | 12    |
| 12    | 5 a 9   | 16    |
| 8     | 0 a 4   | 16    |

## Economia
El 2007 la població en edat de treballar era de 357 persones, 264 eren actives i 93 eren inactives. De les 264 persones actives 239 estaven ocupades (120 homes i 119 dones) i 25 estaven aturades (12 homes i 13 dones). De les 93 persones inactives 39 estaven jubilades, 22 estaven estudiant i 32 estaven classificades com a «altres inactius».

### Ingressos
El 2009 a Jupilles hi havia 261 unitats fiscals que integraven 597 persones, la mediana anual d'ingressos fiscals per persona era de 16.272 €.

### Activitats econòmiques
Dels 22 establiments que hi havia el 2007, 1 era d'una empresa alimentària, 3 d'empreses de fabricació d'altres productes industrials, 3 d'empreses de construcció, 5 d'empreses de comerç i reparació d'automòbils, 2 d'empreses de transport, 3 d'empreses d'hostatgeria i restauració, 2 d'empreses de serveis i 3 d'empreses classificades com a «altres activitats de serveis».
Dels 5 establiments de servei als particulars que hi havia el 2009, 1 era un paleta, 1 fusteria, 1 lampisteria, 1 perruqueria i 1 restaurant.
Dels 2 establiments comercials que hi havia el 2009, 1 era una fleca i 1 una carnisseria.
L'any 2000 a Jupilles hi havia 29 explotacions agrícoles que ocupaven un total de 1.188 hectàrees.

## Equipaments sanitaris i escolars
El 2009 hi havia una escola elemental integrada dins d'un grup escolar amb les comunes properes formant una escola dispersa.

## Poblacions més properes
El següent diagrama mostra les poblacions més properes.